# Silvana Mirvić
Silvana Mirvić (ur. 4 marca 1971 w Višegradzie) – bośniacka koszykarka, występująca na pozycji niskiej skrzydłowej, reprezentantka Jugosławii oraz Bośni i Hercegowiny, po zakończeniu kariery zawodniczej trenerka koszykarska, od 2024 trenerka KK Ilidža.
W latach 2012–2021 pełnia funkcję trenerki w rozmaitych kubach francuskich oraz nauczycielki wychowania fizycznego. 
Jej rekord kariery to 71 punktów, zdobyte podczas jednego spotkania.

## Osiągnięcia
Stan na 30 kwietnia 2025, na podstawie, o ile nie zaznaczono inaczej.

### Drużynowe
- Wicemistrzyni Bośnii i Hercegowiny (2011)
- Zdobywczyni Pucharu Bośni i Hercegowiny (2011)
- Finalistka Pucharu Jugosławii (1992)
- Uczestniczka rozgrywek:
  - Pucharu Ronchetti (1997/1998, 2000/2001)
  - FIBA Eurorope Cup (2001/2002)

### Indywidualne
- Uczestniczka meczu gwiazd ligi francuskiej (2001)

### Reprezentacja
Seniorska
- Mistrzyni igrzysk śródziemnomorskich (1993)
- Wicemistrzyni Europy (1991)
- Uczestniczka:
  - mistrzostw Europy (1991, 1999 – 10. miejsce)
  - kwalifikacji do Eurobasketu (1995/1996)